# Wilton’s Music Hall
Wilton’s Music Hall ist eine Veranstaltungsstätte im Londoner Stadtbezirk Tower Hamlets. Sie ist eine der wenigen erhaltenen Music Halls aus dem 19. Jahrhundert. Das Gebäude im Herzen des historischen East End steht unter Denkmalschutz. Nach einer umfangreichen baulichen Restaurierung wurde es im Oktober 2015 wiedereröffnet. Neben eigenen Theater- und Musiktheater-Produktionen finden dort auch Konzerte und andere Aufführungen statt, insgesamt mehr als 300 Veranstaltungen im Jahr.

## Architektur
Die Music Hall befindet sich hinter einer Häuserzeile an der Graces Alley. Es handelt sich um einen rechteckigen Saal mit elliptischem Tonnengewölbe und einer Apsis im hinteren Teil. Er verfügt an drei Seiten über einen verzierten Zuschauerbalkon, der von spiralförmig gewundenen Säulen aus Gusseisen getragen wird. An den Seitenwänden über dem Balkon befinden sich paarweise Rundbögen, die abwechselnd auf Pfeilern und verzierten Konsolen ruhen. Vor der hohen Bühne befindet sich ein Proszeniumsbogen.

## Geschichte

### Die Anfänge

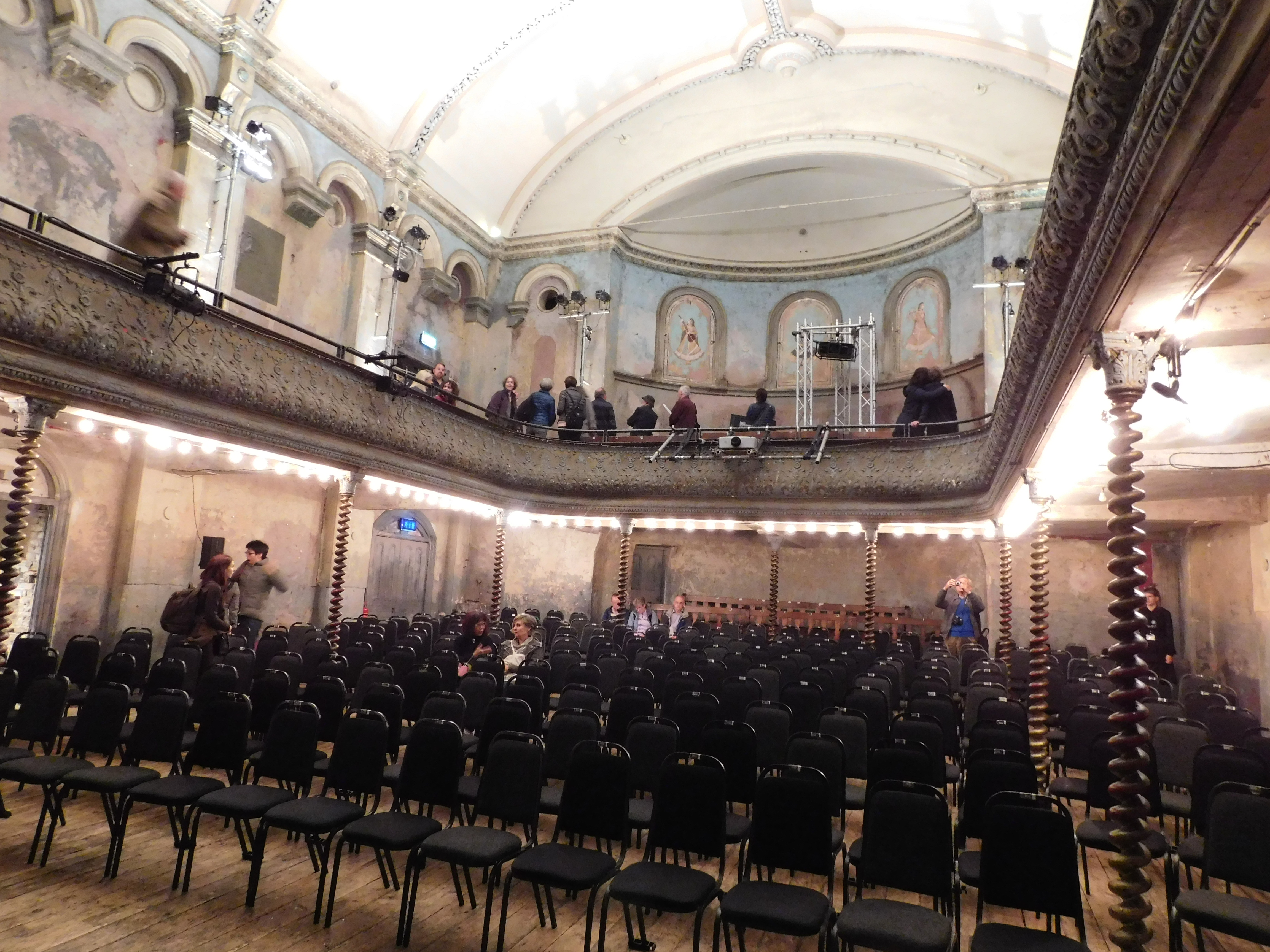
Saal mit Theaterbestuhlung. Spiralförmig gewundene Säulen aus Gusseisen tragen den Zuschauerbalkon.

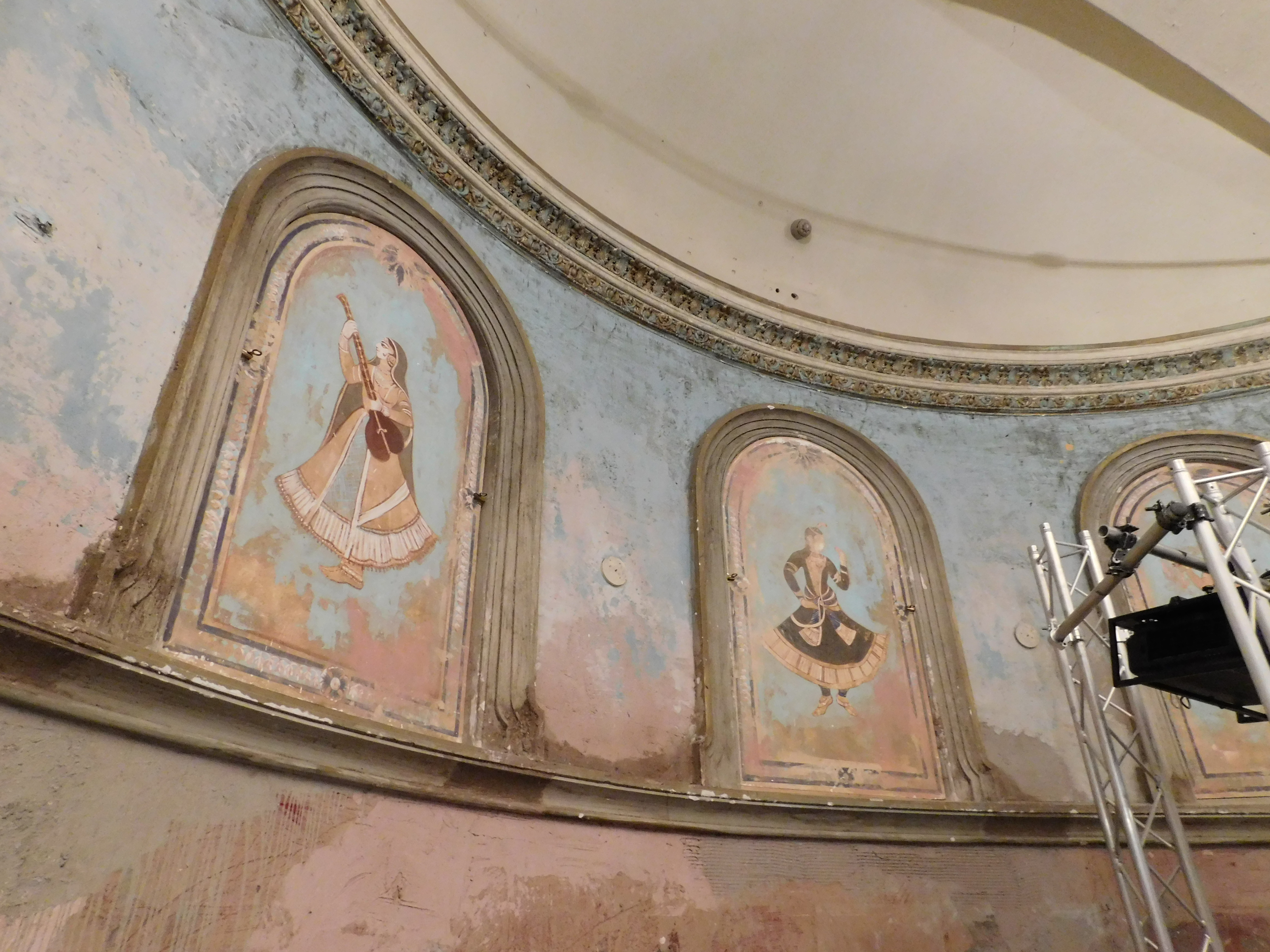
Die alten Verzierungen sind erhalten, auch wenn die Farbe stellenweise abblättert.

Schon lange bevor John Wilton 1859 seine New Magnificent Music Hall eröffnete, befand sich dort ein Bierlokal. Es soll auf das Jahr 1743 zurückgehen. Ab 1826 war es als The Mahogany Bar bekannt. 1839 wurde hinter dem Lokal ein Konzertsaal gebaut, der 1843 für kurze Zeit als The Albion Saloon lizenziert wurde – ein sogenanntes Saloon-Theater, in dem abendfüllende Stücke aufgeführt werden durften. John Wilton kaufte das Geschäft um 1850, vergrößerte den Konzertsaal drei Jahre später und ersetzte ihn 1859 durch einen Neubau. Der Zugang erfolgte weiterhin durch das Lokal.
Die neue Halle bot Platz für 1.500 Personen. Sie war mit Spiegeln, Kronleuchtern und dekorativer Malerei ausgestattet. Der riesige Beleuchtungskörper bestand aus 300 Gasdüsen und 27.000 geschliffenen Glasstücken.
Wilton’s Music Hall bot populäre Varieté-Unterhaltung für ein Publikum, zu dem unter anderem Hafenarbeiter, Seeleute und örtliche Händler gehörten.
In den 1870er-Jahren wechselte der Saalbau mehrfach den Besitzer. Er wurde 1877 durch einen Brand zerstört und in den folgenden Jahren wieder aufgebaut.

### Spätere Nutzungen
Die methodistische Kirche eröffnete 1885 ihre erste innerstädtische Mission in der Cable Street als Reaktion auf Armut, Überbevölkerung und Kriminalität. 1888 kauften die Methodisten die ehemalige Music Hall und nannten sie The Mahogany Bar Mission. Die Einrichtung war etwa 70 Jahre lang in Betrieb, auch in Krisenzeiten wie dem großen Streik der Londoner Hafenarbeiter (1889), der Schlacht in der Cable Street (1936) und den Angriffen der deutschen Luftwaffe im Zweiten Weltkrieg. Während des Dockarbeiter-Streiks wurde in der Mahagoni-Bar eine Suppenküche eingerichtet, die hungernde Familien versorgte.
Die Wesleyan East End Mission konnte das Gebäude nicht instand halten und verkaufte es 1956 an die Copperhill Rag Merchants, die die Halle als Lager nutzten.

### Rettung vor dem Abriss
In den 1960er Jahren sollte die Wilton’s Music Hall im Rahmen eines Programms zur Slum-Sanierung (slum clearance) abgerissen werden. Zahlreiche Gebäude im Londoner East End waren im Zweiten Weltkrieg durch Bomben zerstört worden. Denkmalpfleger und Künstler setzten sich für einen Erhalt des Saalbaus ein. Der Theaterhistoriker John Earl und der Dichter John Betjeman trugen 1964 auf einer öffentlichen Versammlung ihre Einwände gegen den Abriss vor. Mit Erfolg: Wilton’s Music Hall blieb stehen.
Der Greater London Council übernahm das Gebäude als Eigentum. 1971 wurde es in die Kategorie II* der amtlichen Denkmalliste eingestuft. Dennoch blieb das leer stehende Gebäude zunächst weiterhin dem Verfall preisgegeben.

### Erste Sanierungsversuche
In der Kampagne für den Erhalt der Music Hall engagierte sich auch der Komiker und Schriftsteller Spike Milligan. Er schrieb unter anderem an Prinz Charles, um ihn als Mäzen zu gewinnen. Auf Milligans Anregung hin produzierte die BBC 1970 die Fernsehsendung „The Handsomest Room in Town“, einen Varieté-Abend in Wilton’s Music Hall mit Starbesetzung. 1972 gründeten John Earl und der Schauspieler Peter Honri den London Music Hall Trust, um Spenden für den Kauf des Gebäudes zu sammeln. Zehn Jahre später waren einige dringende Reparaturen beendet. Zwischen 1983 und 1989 fanden weitere Bauarbeiten statt, um die Bausubstanz zu sichern.
Die mehr oder weniger baufällige Halle wurde in den folgenden Jahren für mehrere Filmproduktionen genutzt, unter anderem für Richard Attenborougs Chaplin (1992), The Good, the Bad & the Queen (2005) und Muppets Most Wanted (2011). Auch Musikvideos wurden dort aufgenommen, unter anderem das Video zu Relax von Frankie Goes to Hollywood.
Die staatliche Organisation English Heritage führte Wilton’s Music Hall von 1990 bis 2016 im Verzeichnis Heritage at Risk. Darin sind denkmalgeschützte Bauwerke aufgeführt, die durch Vernachlässigung oder Verfall gefährdet sind.
Der World Monuments Fund nahm das Gebäude 1997 in die Liste der „100 am stärksten gefährdeten Standorte der Welt“ auf.

### Wiedereröffnung als Theater

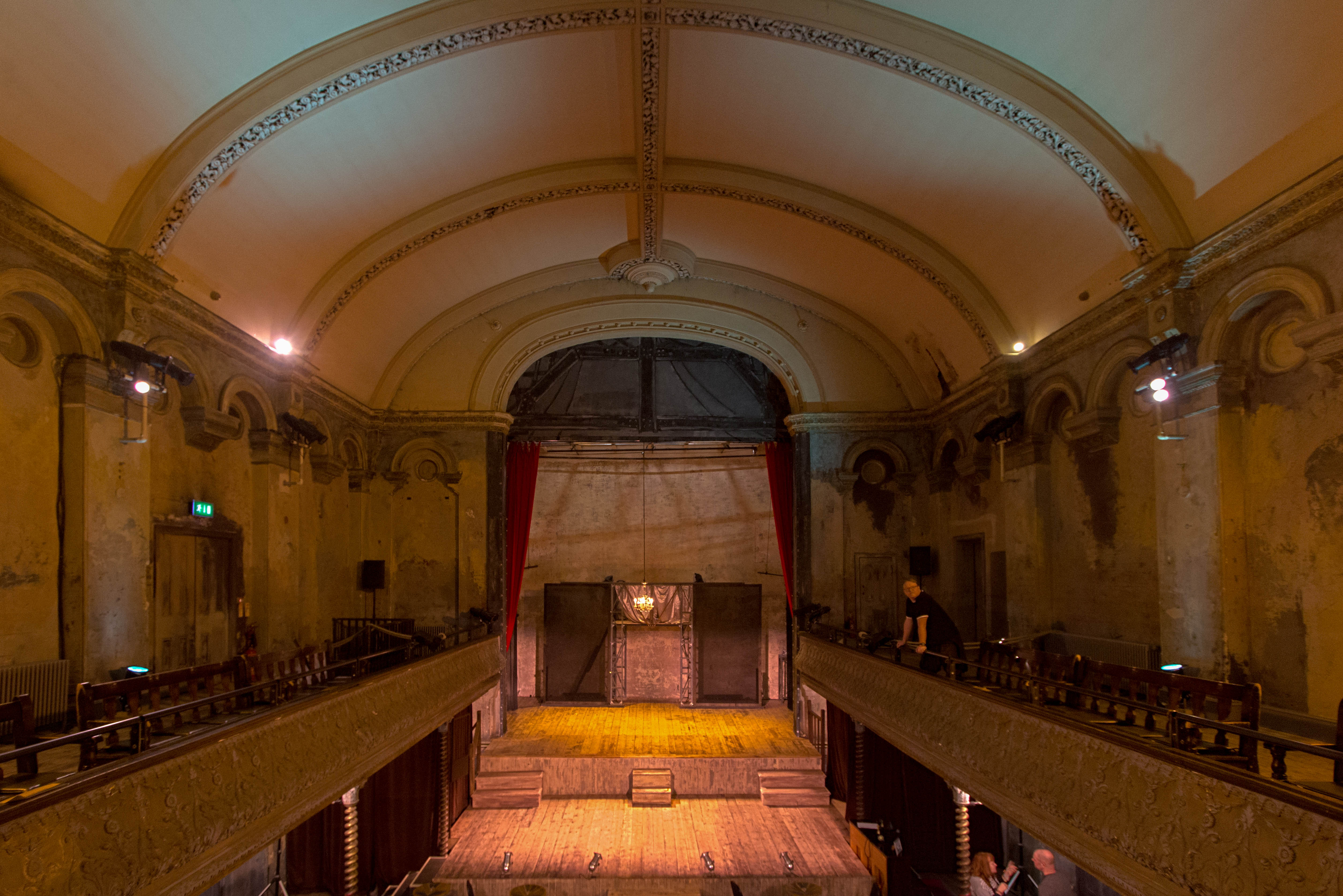
Blick vom Zuschauerbalkon zur Bühne.

Die Broomhill Opera öffnete Wilton’s Music Hall wieder regelmäßig für die Öffentlichkeit. Als künstlerischer Leiter bot Mark Dornford-May jungen Sängern und Musikern von 1999 bis 2004 die Möglichkeit zu Auftritten unter Opernregisseuren wie Jonathan Miller, Elijah Moshinsky und Netia Jones.
Ende 2004 wurde der Wilton’s Music Hall Trust gegründet. Die gemeinnützige Gesellschaft wollte das Gebäude erwerben und es vollständig für die Öffentlichkeit öffnen. Die neue künstlerische Leiterin, Frances Mayhew, war dabei die treibende Kraft. Die Private Limited Company ist als Wohltätigkeitsorganisation anerkannt. Bereits ihre Vorläuferin, der Broomhill Trust (1990–2004), hatte seit 1991 den Status der Gemeinnützigkeit. Der Wilton’s Music Hall Trust übernahm das Gebäude 2014.

### Restaurierung

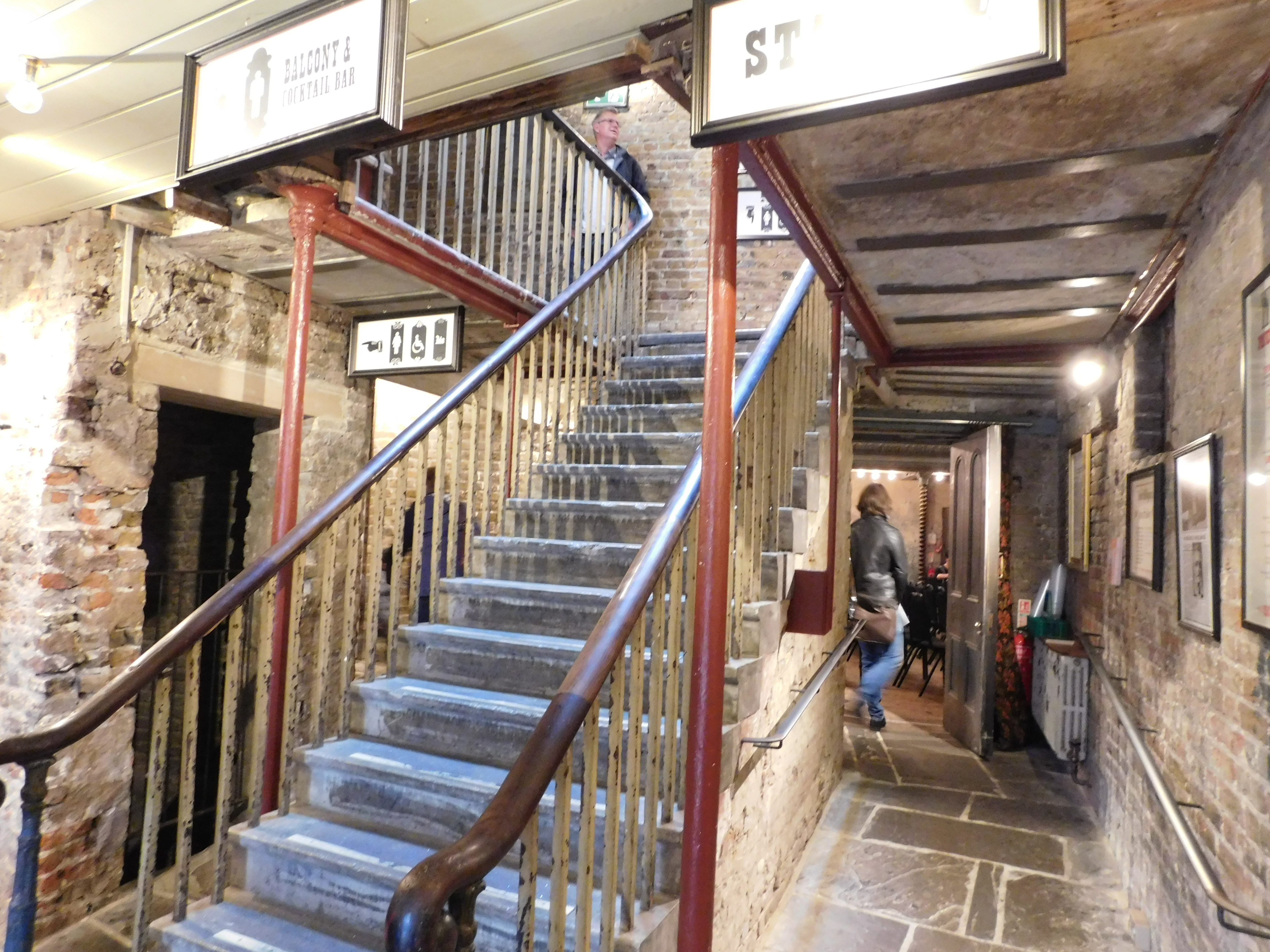
Haupttreppe vom Erdgeschoss ins erste Stockwerk.

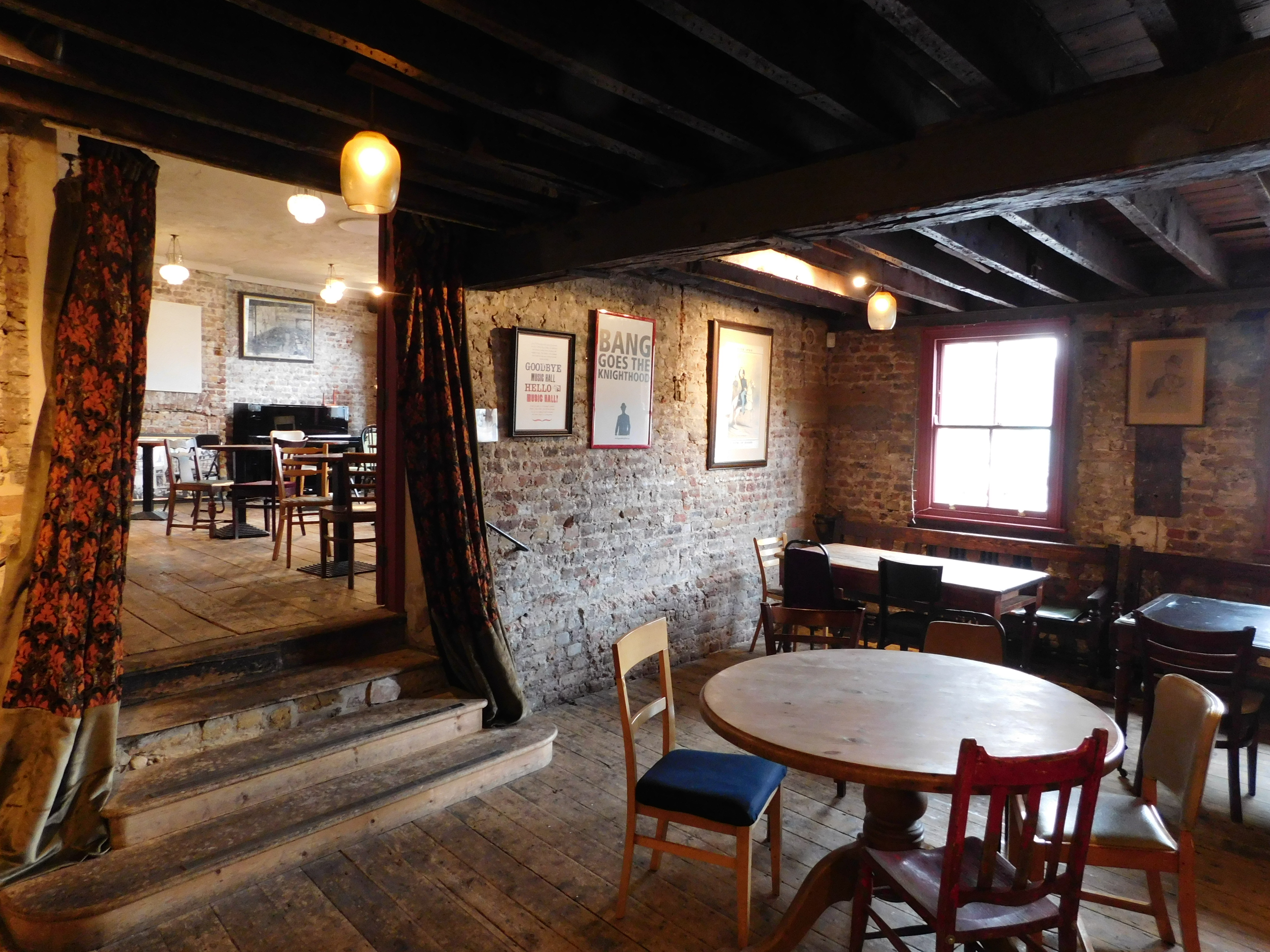
Die Bars sind auf mehreren Ebenen miteinander verbunden.

Eine umfassende Restaurierung fand in den Jahren 2012 bis 2015 statt. Dabei wurde nicht nur der Saal wieder nutzbar gemacht, sondern auch die fünf vorgelagerten Häuser an der Graces Alley (Hausnummern 1–4) und am Wellclose Square (17).
In der ersten Bauphase (Juli 2012 bis Februar 2013) wurde der Saal instand gesetzt. Er erhielt unter anderem eine Lüftungsanlage und Schalldämmung.
In der zweiten Bauphase (Juli 2014 bis September 2015) wurden die baufälligen Häuser an der Straßenseite wieder nutzbar gemacht. In den drei mittleren Häusern wurden mehrere Bars eingerichtet, die miteinander verbunden sind. In den oberen Stockwerken befinden sich Künstlergarderoben, Büros und ein kleiner Studiosaal.
Das Architekturbüro von Tim Ronalds verfolgte das Ziel, die Atmosphäre eines wiederentdeckten, verfallenen Theaters zu erhalten.  Die Bauarbeiten beschränkten sich deshalb auf eine konservative Reparatur mit minimalen Eingriffen. Dabei blieb die historische Bausubstanz erhalten – vom Mauerwerk über Rohre der früheren Gasbeleuchtung bis zu einem verlassenen Vogelnest. An manchen Stellen gibt es Überreste ehemaliger Treppen, die jetzt im Nichts enden.
Die Baukosten beliefen sich auf knapp drei Millionen Pfund. Sie wurden mit Unterstützung des Heritage Lottery Fund und anderer Geldgeber finanziert. Die ersten beiden Anträge auf Lotterie-Zuschüsse waren gescheitert.
Das Royal Institute of British Architects zeichnete die bauliche Restaurierung im Jahr 2016 mit vier Preisen aus, unter anderem dem „RIBA London Award“.

## Programm
Wilton’s Music Hall bietet dem Publikum nach eigenen Angaben mehr als 300 Vorstellungen und mehr als 80 Produktionen im Jahr. Dazu zählen unter anderem Theater, Tanz, Oper, klassische Musik und Puppentheater.
Zur Nachwuchsförderung gibt es Angebote für Schulen und die Möglichkeit für junge Regisseure, das Studio kostenlos zu nutzen.
Das Selbstverständnis des Hauses formulierte der Wilton’s Music Hall Trust im Bericht über das Geschäftsjahr 2018/2019 sinngemäß so: Die Music Hall solle einen wichtigen kulturellen Beitrag zum Leben Londons und der Nation für die kommenden Generationen leisten. Der Trust sehe seinen Auftrag darin, mit einem außergewöhnlichen Theater- und Musikprogramm den besonderen Geist des Gebäudes zu erhalten.